# Михал, Кристен
Кри́стен Ми́хал (эст. Kristen Michal; род. 12 июля 1975, Таллин, Эстонская ССР, СССР) — эстонский политический и государственный деятель. Член Партии реформ с 1996 года. Премьер-министр Эстонии с 23 июля 2024 года. В прошлом — министр окружающей среды Эстонии (2023—2024), министр экономики и инфраструктуры Эстонии (2015—2016), министр юстиции Эстонии (2011—2012).

## Биография
Кристен Михал родился 12 июля 1975 года в Таллине. Учился в Таллинской 17-й средней школе, которую окончил в 1993 году. С 1994 по 1998 год учился по специальности государственного управления на факультет социальных наук Таллинского педагогического университета. В 2009 году окончил юридический факультет Академии Норд. Изучал право в магистратуре Юридической академии Таллиннского университета.

## Политическая карьера
С 1996 по 2002 год Михал работал советником Партии реформ на разных уровнях. В 2002 году стал советником премьер-министра Сийма Калласа. Один год занимал должность старейшины Таллиннского городского центра (2002—2003). В 2003 году Михал был назначен генеральным секретарем Партии реформ и занимал этот пост до 2011 года. Был депутатом Рийгикогу с 2005 по 2011 год и с 2012 по 2015 год.
Михал был назначен министром юстиции 6 апреля 2011 года, заменив другого члена Партии реформ Рейна Ланга. Ушёл в отставку 10 декабря 2012 года. Его сменил Ханно Певкур на посту министра юстиции.
С 9 апреля 2015 года по 23 ноября 2016 года занимал пост министра экономики и инфраструктуры.
17 апреля 2023 года вступил на пост министра окружающей среды в третьем правительстве Каи Каллас.
После того как третье правительство Каи Каллас подало в отставку 15 июля 2024 года, 22 июля Кристен Михал был утверждён президентом Аларом Карисом и Рийгикогу в должности премьер-министра. Правительство принесло присягу 23 июля.

## Награды
- Великий офицер ордена Трёх звёзд (20 апреля 2023 года, Латвия)[9].